# Anne Werner Thomsen
Anne Werner Thomsen (født Anne Birch 19. juli 1936 i Gentofte, død 21. august 2010 smst) var en dansk skuespillerinde, der blev uddannet fra Privatteatrenes Elevskole i 1959, men som allerede i 1956 slog igennem i filmen Ung leg. Hun har herudover optrådt både på ABC Teatret, Folketeatret, Gladsaxe Teater, Skolescenen, Aalborg Teater og Betty Nansen Teatret. Op gennem 1970'erne satte hun mere eller mindre sin skuespillerkarriere i bero og uddannede sig til socialrådgiver. Hun fik dog et come back i 1980'erne og 1990'erne med roller i et par film i hvert årti og har også medvirket i tv-serien Landsbyen.

## Udvalgt filmografi
- Ung leg – 1956
- Lån mig din kone – 1957
- Natlogi betalt – 1957
- Soldaterkammerater på efterårsmanøvre – 1961
- Den grønne elevator – 1961
- Gøngehøvdingen – 1961
- Komtessen – 1961
- Et døgn uden løgn – 1963
- Mor bag rattet – 1965
- Slå først, Frede – 1965
- Woyzeck – 1968
- Det parallelle lig – 1982
- Dansen med Regitze – 1989
- Europa – 1991
- Sofie – 1992
- Farligt venskab – 1995